# Giuseppe Papalia

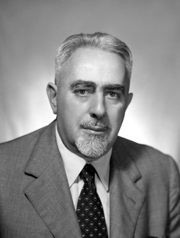
Senator Giuseppe Papalia

Giuseppe Papalia (Bari, 1 oktober 1897 – aldaar, 24 november 1964) was een politicus van de Italiaanse Socialistische Partij.

## Levensloop
Papalia was een advocaat aan de balie van Bari. 
In 1945-1946 zetelde hij als afgevaardigde in de Consultatieve Raad in Rome. Deze Raad onder leiding van graaf Carlo Sforza sloot het koninkrijk Italië af in voorbereiding op de Republiek (1946). Hij werd nadien gemeenteraadslid in Bari. In 1953 keerde hij terug naar de landelijke politiek; van 1953 tot zijn dood in 1964 was hij senator. Als senator zetelde hij onder meer in de onderzoekscommissie van Kamer en Senaat die het bankgeheim in Italië onderzocht.
Papalia was een jaar burgemeester van de stad Bari: van 1959 tot 1960.